# Johan Kemper
Johan Christian Jakob Kemper (auch: Moshe Ben Aharon von Krakau; * 1670; † 1716) war ein polnischer Jude, der vom Judentum zum lutherischen Christentum konvertierte.
Er war von 1701 bis 1716 Dozent für Hebräisch an der Universität Uppsala. Er war vermutlich der Lehrer von Emanuel Swedenborg.
Während seines Aufenthaltes in Uppsala schrieb er ein dreibändiges Werk über den Zohar mit dem Titel Matteh Mosche (Der Stab Moses). Darin versuchte er zu beweisen, dass der Zohar die christliche Lehre von der Dreieinigkeit enthielt. Diese Überzeugung führte ihn zu einer wörtlichen Übersetzung des Evangeliums nach Matthäus ins Hebräische, mit einem kabbalistischen Kommentar.

## Werke
- Hebräische Übersetzung des Matthäus-Evangeliums, 1703
- Meirat Enayim, 1703[4]
- Matteh Moshe, 1711